# Mirabel (biscoito)
Mirabel, conhecido como Lanche Mirabel, era um biscoito tipo Wafer muito popular entre crianças e jovens no Brasil durante as décadas de 70, 80 e 90. O Lanche Mirabel deixou de ser fabricado pela Adams (atualmente Cadbury Adams) em 2001. A embalagem, produzida pela Santa Rosa Embalagens, era pequena e praticamente cabia na mão, vindo com 8 biscoitos.
Em maio de 2012 a empresa Mabel anunciou o reinício da fabricação do produto.
O produto se tornou tão famoso que em diversas regiões do Brasil, como em Minas Gerais, Espirito Santo, Bahia, Santa Catarina e Rio Grande do Sul, ocorreu a Metonímia "marca pelo produto", ou seja, biscoitos do tipo wafer são chamados simplesmente de Mirabel.